# Pseudocoptosia kubani
Pseudocoptosia kubani là một loài bọ cánh cứng trong họ Cerambycidae.